# Грей, Элизабет, 5-я баронесса Лайл
Элизабет Грей (25 марта 1505 — между 31 марта и 12 мая 1519) — английская аристократка, 5-я баронесса Лайл с 1505 года. Невеста Чарльза Брэндона, жена Генри Куртене, 1-го маркиза Эксетера.

## Биография
Элизабет Грей родилась 25 марта 1505 года, спустя полгода после смерти отца — Джона Грея, 2-го виконта Лайла и 4-го барона Лайла. Её матерью была Мюриэль Говард, дочь Томаса Говарда, 2-го герцога Норфолка, и Элизабет Тилни. В момент рождения Элизабет формально унаследовала обширные владения отца и стала 5-й баронессой Лайл в своём праве (титул виконта не мог передаваться по женской линии). Спустя год её мать стала женой Томаса Найветта, которому родила ещё пятерых детей. Найветт стал опекуном Элизабет. В 1512 году он погиб в морском сражении, а Мюриэль умерла при очередных родах. После этого король Генрих VIII передал опеку над семилетней баронессой одному из своих фаворитов Чарльзу Брэндону (впоследствии герцогу Саффолку). Тот решил жениться на подопечной, чтобы не упускать из своих рук богатое наследство. В 1513 году состоялось обручение, но двумя годами позже Брэндон нашёл более привлекательную невесту — сестру короля Марию.
Генрих VIII передал баронессу под опеку своей тётки, Екатерины Йоркской. Та после 1515 года выдала Элизабет за своего сына Генри Куртене, маркиза Эксетера, — одного из первых вельмож королевства, обладавшего правами на корону. Однако в 1519 году, в возрасте 14 лет, Элизабет умерла. Её наследницей стала тётка по отцу, ещё одна Элизабет Грей.